# Famille Duèze
Pour les articles homonymes, voir Duèze.
La famille Duèze (de Ozia en latin) de Carmain est une famille noble française originaire de Cahors (Lot), connue notamment pour avoir donné un pape d'Avignon au XIVe siècle, Jean XXII, plusieurs cardinaux, et avoir construit à Cahors le palais Duèze, dont il subsiste, sept siècles plus tard, la très haute tour classée monument historique. Cette famille a formé deux branches, toutes deux éteintes à la fin du XVIe siècle.

## Origine
Les Duèze étaient bourgeois de Cahors et « probablement de petite bourgeoisie, car on ne connaît pas le prénom du grand-père du pape ».

## Histoire
Le premier auteur connu de cette famille, Arnaud Ier Duèze (parfois écrit Duèse, d'Euze ou de Veuze, voire d'Ossa), est né vers 1220. Il est l'un des principaux bourgeois de Cahors et aurait été l'homme le plus imposé de la ville.
De son mariage avec F. de Béraldi (d'une famille de banquiers cadurciens. Ce nom deviendra celui de Labéraudie) naissent huit enfants : Jacques en 1244, Guilhem en 1246, Pierre en 1250, Marie en 1255, Marguerite vers 1258, Huguette/Marguerite en 1259, une fille en 1260 qui épousera Roset de Lapéropède, et enfin une dernière fille en 1261 qui épousera un de La Broue.

### Pierre Duèze

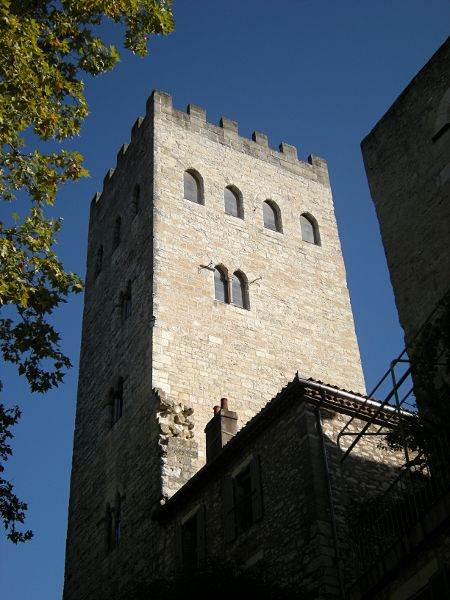
Tour du palais Duèze à Cahors

Pierre Duèze nait à Cahors en 1250 et meurt à Avignon le 26 novembre 1326. Il est premier consul de Cahors en 1313. Seigneur de Saint-Félix par don du roi Philippe V le Long en 1320, il achète la terre de Carmain en 1321 pour la somme de 35 000 livres tournois à Bertrand III de Lautrec, vicomte de Carmain.
Il épouse Catherine Grand (de Grandis) en premières noces,, Jeanne Frésapa de Cahors en secondes noces et Béraude Artaud en troisièmes noces, le 22 décembre 1322.
De son premier mariage, il a trois enfants : Arnaud II (qui suit), Aigline (elle épouse Hugues III, baron de Castelnau-Bretenoux en Quercy et de Calmont d'Olt, et meurt avant 1320) et Guillaume qui sera seigneur de Roumégous.
Pierre Duèze fait reconstruire à neuf la demeure familiale de Cahors, et sous un nouveau plan pour être digne, par sa grandeur et par sa magnificence, du frère d'un pontife romain. Le palais fut délaissé par son fils, et en 1408 les consuls commencèrent à le démolir pour employer les pierres à la restauration du pont neuf, ne laissant que la grosse tour carrée, classée à l'inventaire des monuments historiques dès le 12 juillet 1886,.

#### Arnaud II Duèze
Arnaud II Duèze est vicomte de Carmain en 1322, chevalier banneret, seigneur de Nègrepelisse et de Saint-Félix, capitaine de Montauban en 1352.
Il épouse Marguerite de l'Isle-Jourdain en 1317. De cette union naissent trois enfants : Arnaud III (qui suit), Marguerite (qui épousera Jean Ier d'Armagnac, vicomte de Fézensaguet, le 16 septembre 1351), et Jean (cardinal, mort en 1361).

#### Arnaud III de Carmain
Arnaud III de Carmain teste le 11 janvier 1371. Il épouse vers 1350/1360 Adalasie de Castelnau de Bretenoux. De cette union naissent cinq enfants : Hugues (qui suit), Jean, Jourdain (qui épousera Alix de Bruyères), Adlasie et Isabelle (qui épousera Raymond Arnaud de Goth). Il épouse en secondes noces Rose d'Albret, d'où Arnaud IV de Carmain, seigneur de Nègrepelisse et de Launac, qui donnera la branche de Nègrepelisse.

#### Hugues de Carmain
Hugues est vicomte de Carmain, baron de Saint-Félix, seigneur d'Auriac, Montmaur, Seissac, Venes, Lautrec, et sénéchal de Toulouse en 1418. Il épouse Béatrice de Périllos en 1398. De cette union, naissent cinq enfants : Sibylle (qui épousera le 27 juillet 1425 Jean de Narbonne, baron de Talayran), Jean (qui épousera Isabeau de Foix-Grailly le 21 novembre 1427 puis Catherine de Coarraze le 30 septembre 1461, d'où quatre enfants), Hugues (dont une partie de la descendance est précisée ci-dessous), Gabrielle (qui épousera Philippe de Voisins) et une fille qui épousera Jean de Malartic de Castillon.

### Jacques Duèze

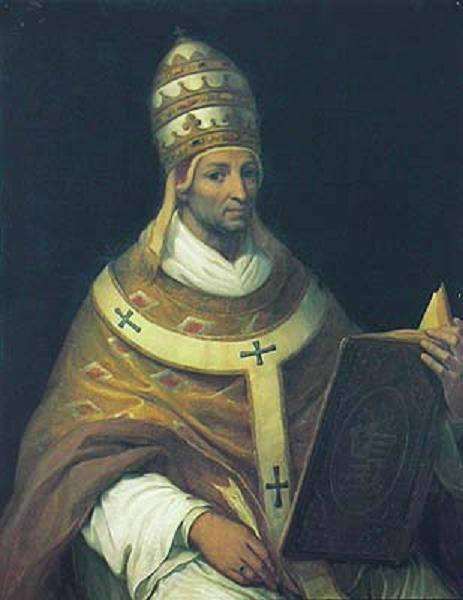
Le pape Jean XXII

Jacques Duèze nait vers 1244. Il est évêque de Fréjus en 1300 puis d'Avignon en 1310, cardinal en 1312, chancelier du roi de Naples. Il est élu pape le 7 août 1316 sous le nom de Jean XXII. Il est « de petite taille, maigre et laid, mais d'une intelligence et d'une habileté remarquables, qui devaient faire de lui le plus grand des papes d'Avignon ».

### Marguerite Duèze
Marguerite épouse Bernard de Jean. De cette union nait Gaucelme de Jean (mort en 1348) qui sera cardinal, et Pierre de Jean, quatre fois évêque.

### Marie Duèze
Marie Duèze épouse Pierre de Via ou de La Vie, bourgeois, consul de Cahors en 1309. De cette union, naissent trois enfants : Jacques de Via (nommé cardinal en 1316, il meurt en 1317), Arnaud de Via (nommé cardinal en 1317), et Pierre II de Via ou de La Vie.
Pierre II de Via ou de La Vie est officier de bouche à la cour pontificale d'Avignon, seigneur de Villemur en 1318 et de Calvinet (ou Calvignac) dans le diocèse de Saint-Flour. Il meurt le 28 juillet 1337. De son mariage avec Bernarde Delmas sont nés sept enfants, dont Arnaud de La Vie de Villemur (v. 1305 - 1382) et Marie de La Vie de Villemur.
Marie de La Vie de Villemur (Cahors en 1315 - 28 septembre 1383) épouse à Avignon le 14 juin 1333 (en calendrier julien) Béraud Ier, d'Auvergne, comte de Clermont, 7e dauphin d'Auvergne en 1351, sire de Mercœur en 1339, mort le 27 août 1356. Par ce mariage, elle est devenue « la souche » de nombreuses familles royales en Europe.

### Huguette / Marguerite Duèze
Huguette (ou Marguerite) Duèze épouse Guillaume de Creysse, bourgeois de Cahors. De cette union nait vers 1280 Arnaud de Creysse, dit Arnaud de Trians.
Arnaud de Trians guerroie au royaume de Naples pour le comte de Provence. Là, il épouse en premières noces une noble dame issue d’une grande famille gréco-française (fille de Constance de Narbonne et de Bonassinus, ministre du roi Charles Ier d’Anjou) Marie Kyriel de Bari (ou de Barri, de Barr), dame de Troyan-Trians et conquiert de très importantes terres mais ne demeure pas dans la péninsule. Il est appelé à Avignon par son oncle, le pape Jean XXII, qui le crée maréchal de la Sainte Église romaine. Il fait échange en 1322 de la vicomté d'Alife, au royaume de Naples, avec la seigneurie de Tallard, alors possession de l'ordre de Saint-Jean de Jérusalem. Tallard est sa résidence d'été et son mandement : sept paroisses qu'il fait ériger en vicomté pour Robert Ier de Naples, comte de Provence en 1326 et où, le 9 janvier 1350, il se fait conférer les droits régaliens, y compris ceux de haute justice, ce qui explique que Tallard a toujours été une juridiction importante. Il épouse en secondes noces le 18 février 1329, Constance de Narbonne, cousine de sa première femme Marie de Bar dame de Trians- Trojans (Trojano).

## Généalogie
- Arnaud Duèze (Cahors en 1220 julien, Cahors après 1271, bourgeois de Cahors) x F. de Labéraudie[5]
  - Jacques Duèze (ou d'Euze) (Cahors 1244, Avignon 1334), pape de 1316 à 1334 sous le nom de Jean XXII[5]
  - Marie Duèze x Pierre de Via[5]
    - Pierre II de Via (Calvinet en 1280, Cahors en 1337), seigneur de Calvinet (15), et de Villemur-sur-Tarn (1318) (31), chevalier du Roi (1318), consul de Cahors (1314 et 1315) x Bernarde Delmas puis xx Eustachie de Beaumarchais[5]
      - Jacques x 13 juin 1319 Éremburge de Périgord (remariée xx en 1328 à Pierre II de Grailly)[5].
      - Arnaud de La Vie de Villemur x Marguerite de Chauvigny[5]
      - Jean, prieur de Samirac[5]
      - Pierre, évêque d'Albi (1334-1337)[5]
      - Robert, évêque de Lodève puis de Lavaur[5]
      - Isabeau de la Vie de Villemur x en 1319 Hugues IV de Cardaillac, tué au siège de Saint-Antonin en 1349[5]
      - Marie de La Vie de Villemur (Cahors en 1315 - 28 septembre 1383) x Avignon 14 juin 1333 julien Béraud Ier, d'Auvergne, comte de Clermont, 7e dauphin d'Auvergne en 1351, sire de Mercœur en 1339, mort le 27 août 1356[5],[12].
        - Jeanne d'Auvergne x 2 novembre 1364 julien Gui VIII, dit le Posthume de Séverac (1340-1390/)[13],[14] → descendance jusqu'à nos jours
        - Béraud II d'Auvergne ( + en 1400) x Jeanne de Forez (+ en 1369) puis xx en 1374 julien Marguerite de Sancerre[13],[15].
          - Anne d'Auvergne (1358-1417) x 19 août 1371 julien Louis II de Bourbon (4 août 1337 - Montluçon 19 août 1410), 3e duc de Bourbon[13],[16].
            - Jean Ier, duc de Bourbon (mars 1382 - Londres 5 janvier 1434) x 24 juin 1400 Marie de Berry, duchesse d’Auvergne et comtesse de Montpensier (1375 - Lyon juin 1434)[17].
              - Charles Ier, duc de Bourbon (Clermont en Beauvaisis septembre 1401- Moulins 4 décembre 1456) x en 1425 Agnès de Bourgogne (1407-1476)[18].
                - Marguerite de Bourbon (1438 - Château de Pont d'Ain 24 avril 1483) x Moulins le 6 avril 1472 Philippe II, duc de Savoie, comte de Baugé[19].
                  - Louise de Savoie (1476 - 1531) x en 1488  Charles d'Orléans (1459-1496), comte d'Angoulême
                    - Marguerite d'Angoulême (1492-1549) x en 1527 Henri d'Albret, roi de Navarre
                      - Jeanne d'Albret (1528-1572), reine de Navarre x Antoine de Bourbon (1518-1562)
                        - Henri IV (1553-1610), roi de Navarre puis roi de France x Marie de Médicis (1575-1642) reine de France
                          - Louis XIII (1601-1643), roi de France et de Navarre x en 1615 Anne d'Autriche (1601-1666)
                            - Louis XIV (1638-1715), roi de France
                              - etc → descendance jusqu'à nos jours

                    - François Ier (1494-1547), roi de France

          - Béraud III (du second mariage), Comte de Clermont et de Sancerre, dauphin d'Auvergne (+ en 1426) x en 1409 julien Jeanne de La Tour d'Auvergne puis xx en 1426 julien Marguerite de Chauvigny[20].
          - Robert d'Auvergne, évêque de Chartres puis d'Albi[21].
          - Marie/Jehanne d'Auvergne (du second mariage), dauphine d'Auvergne et dame de Bussy et dame de Polignac x 9 juillet 1400, Guillaume de Vienne, seigneur de Saint-Georges et de Sellières[22],[23].
            - Jeanne de Clermont (1412-1436) x 8 décembre 1426 julien Louis I, le Bon de Bourbon (1403 - Aigueperse en mai 1486), Premier comte de Montpensier, Comte de Clermont et de Sancerre → descendance jusqu'à nos jours

          - Marguerite (du second mariage), dauphine d'Auvergne x en 1404 Jean IV de Bueil, Grand-maître des Arbalestriers de France[24] → descendance jusqu'à nos jours

        - Blanche d'Auvergne x en 1375 julien Guérin VIII, dit Pons de Châteauneuf, d'Apchier[25] → descendance jusqu'à nos jours

    - Jacques de Via (Cahors, Avignon 1317), cardinal[5]
    - Arnaud de Via (Cahors, Avignon 1335), cardinal[5]

  - Huguette/Marguerite x Guillaume de Creysse
    - Arnaud de Trians[5]  vicomte de Tallard, Grand-Hussier du royaume de Naples x en 1309 Marie de Bar dame de Troyano de Trians  → descendance jusqu'à nos jours avec une branche Troyano de Troyan (Trojano-seigneurs de Trojano)

  - Marguerite x Bernard de Jean[5]
    - Gaucelme de Jean (Cahors, Avignon 1348), cardinal[5]

  - Pierre Duèze, consul de Cahors, + Avignon 26.11.1326 x Catherine de Grandis (Grand)[26],[a 1]
    - Arnaud II Duèze, vicomte de Caraman, seigneur de Nègrepelisse x en 1317 Marguerite de l'Isle-Jourdain (+ 1324)[26],[a 1]
      - Arnaud III de Carmain, seigneur de Nègrepelisse, teste 11.02.1371 x Adalasie de Castelnau-Bretenoux[26],[a 1]
        - Hugues de Carmain, sénéchal de Toulouse (14.051418 - 04.03.1420) x 1398 Béatrice de Perilhe, teste le 26.01.1437[26],[a 2]
          - Jean de Carmain, vicomte de Caraman x 21 novembre 1427 Isabeau de Foix-Grailly, dont branche ainée de Caraman ;
          - Hugues de Carmain, seigneur de Venès et de Saissac x avant 1442 Jeanne de Bonnay[26],[a 3]
            - Yolande / Violande de Carmain x 26.09.1465 Maffre Roger le Vieux de Comminges (+ 1510)[26],[a 3],[a 4],[b 1]
              - François/Antoine Roger de Comminges, vicomte de Bruniquel x 16.06.1517 Antoinette de Cazillac[a 4],[b 1]
                - Jean Roger de Comminges, teste en 1573 x en 1563 Anne de Lescure[a 5],[b 1]
                  - Claudine Roger de Comminges x 30.12.1589 Pierre de Hautpoul, seigneur de Salette[a 6],[a 7],[27]
                    - Jean-Jacques de Hautpoul x 22.11.1614 Marguerite du Puy de La Roquette[a 7],[a 6]
                      - Anne d'Hautpoul x 1644 Gaillard de Roux, seigneur de Puechmille[28]
                        - Jeanne de Roux (+ 17.01.1716) x 12.12.1660 Jacques de Vialatte, seigneur de Camaret, seigneur de Pémille (1632-1677)
                          - Jeanne de Roux (Puylaurens 03.09.1647 - Lausanne 17.01.1716) x Puylaurens 12.12.1660 Jacques de Vialatte (1632-1677) (Puylaurens 08.02.1636, docteur et avocat, Puylaurens 14.08.1677), seigneur de Camaret, seigneur de Pémille[e 1],[28]
                            - Jacques de Vialatte, seigneur de Pémille  (Puylaurens 05.11.1670 - 04.12.1761) x Puylaurens 12.02.1699 Marie d'Arnaud (17.08.1665 - 09.11.1745)[e 1],[29]
                              - Jean Jacques de Vialatte, seigneur de Pémille (Puylaurens 24.04.1709 - Puylaurens 20.11.1785) xx Puylaurens 03.01.1735 Marguerite du Bosc de Vaure (16.06.1712 - Puylaurens 22.02.1784)[e 1],[29]
                                - Marie Anne Victoire de Vialatte (Puylaurens 22.02.1749) x 12.10.1773 Jean-Philippe de Bedos de Campan[29]

        - Arnaud IV de Carmain, seigneur de Nègrepelisse (du second lit avec Rosine d'Albret), dont branche de Nègrepelisse.

      - Jean de Carmain, cardinal (mort en 1361).

## Pour approfondir

### Ouvrages
- André Navelle, Familles nobles et notables du Midi toulousain aux XVe et XVIe siècles, Fenouillet, Recherches historiques du Midi (R.H.M.), 1991, 270 p. (ISBN 2-909186-03-2)

1. 1 2 3  p. 15 du tome 3
2. ↑  p. 16-17 du tome 3
3. 1 2  p. 21 du tome 3
4. 1 2  p. 203 du tome 3
5. ↑  p. 204
6. 1 2  p. 224
7. 1 2  p. 147 du tome 5

- Jules Villain, La France moderne : Haute-Garonne & Ariège, Montpellier, 1911, partie 1

1. 1 2 3  p. 1629

- Louis Pierre d'Hozier, Armorial général ou Registres de la noblesse de France, Montpellier, 1738, partie 1

- Pierre Burlats-Brun, Revue du Cercle généalogique du Lanquedoc

1. 1 2 3  no 56, 3e trimestre 1992, p. 21

### Autres sources
1. ↑  (de) Karl Heinrich Schäfer, Die Ausgaben der apostolischen Kammer unter Johanns XXII., Paderborn, F. Schöningh, 1911, 911 p., p. 864
2. 1 2 3  Jean-Charles Roman d'Amat et R. Limouzin-Lamothe, Dictionnaire de biographie française, tome 11, Paris, Letouzey, 1967
3. ↑  Edgard Boutaric, Recherches historiques sur l'origine, l'élection et le couronnement du pape Jean XXII par M. Bertrandy, Bibliothèque de l'école des chartes, 1855, vol. 16, no 1, p. 61-62, [lire en ligne]
4. 1 2  Dominique Paladilhe, Les papes en Avignon, 1974
5. 1 2 3 4 5 6 7 8 9 10 11 12 13 14 15 16 17 18 19 20  Héraldique et généalogie, no 135, p. 131, 1995
6. ↑  « Palais Duèze, dit Tour Jean XXII », notice no IA46000019, sur la plateforme ouverte du patrimoine, base Mérimée, ministère français de la Culture.
7. ↑  Palais Duèze, inventaire du patrimoine de la région Midi-Pyrénées, 51 pages, [lire en ligne]
8. ↑  Fernand Hayward, Histoire des papes, éditions Payot, 1953, 436 pages
9. ↑  Héraldique et généalogie, no 203, p. 179, 2012
10. ↑  Jean Baptiste Vidaillet, Biographie des hommes célèbres du département du Lot, ou Galerie historique des personnages mémorables auxquels ce département a donné le jour, 1827, p. 151, [lire en ligne]
11. ↑  Notice sur le château de Tallard éditée par la Société d'études des Hautes-Alpes, Gap, 1961.
12. ↑  Informations généalogiques relatives à Béraud Ier, [lire en ligne].
13. 1 2 3  Héraldique et généalogie, no 112, p. 354, 1989
14. ↑  Medieval Lands, [lire en ligne].
15. ↑  Medieval Lands, [lire en ligne].
16. ↑  Medieval Lands, [lire en ligne].
17. ↑  Informations généalogiques relatives à Jean Ier de Bourbon, [lire en ligne].
18. ↑  Informations généalogiques relatives à Charles Ier de Bourbon, [lire en ligne].
19. ↑  Informations généalogiques relatives à Marguerite de Bourbon, [lire en ligne].
20. ↑  Informations généalogiques relatives à Béraud III, [lire en ligne].
21. ↑  Informations généalogiques relatives à Robert d'Auvergne, [lire en ligne].
22. ↑  Jean-Louis d' Estavayer, Histoire généalogique de la maison de Joux, 1843, p. 71, [lire en ligne]
23. ↑  Informations généalogiques relatives à Marie d'Auvergne, [lire en ligne].
24. ↑  Informations généalogiques relatives à Marguerite, dauphine d'Auvergne, [lire en ligne].
25. ↑  Informations généalogiques relatives à Blanche d'Auvergne, [lire en ligne].
26. 1 2 3 4 5 6  Héraldique et généalogie, no 135, p. 132, 1995
27. ↑  Charles de Baschi Aubais, Jugements sur la noblesse de Languedoc in Pièces fugitives pour servir à l'histoire de France avec des notes ..., p. 72, [lire en ligne]
28. 1 2  Toulouse-Lautrec, dossier RM no 3
29. 1 2 3  Dumond, p. 343